# Campeonato Latinoamericano de AAA
El Campeonato Latinoamericano de AAA (AAA Latin American Championship en inglés) es un campeonato de lucha libre profesional promocionado por la empresa mexicana Lucha Libre AAA Worldwide (AAA). Este título por lo particular es para luchadores estelares dentro de la promoción y es el segundo de mayor importancia detrás del Megacampeonato de Peso Completo de AAA. El campeón actual es El Hijo de Dr. Wagner Jr., quien se encuentra en su primer reinado.
Es el segundo campeonato en actividad de menor antigüedad dentro de la compañía, después del Campeonato Mundial de Peso Crucero de la AAA y se presenta como uno de los de mayor prestigio, siendo el primero el Megacampeonato de AAA. Los combates por el campeonato suelen ser regulares en los eventos pago por visión (PPV), ubicados en la mitad de la cartelera.
Tras su establecimiento en 2011, fue clasificado como un campeonato secundario, teniendo siempre mayor prestigio que otros campeonatos como el Campeonato de AAA Fusión (2013-2014). En 2009, se creó el Campeonato Mundial de Peso Crucero también como un campeonato secundario. Ambos campeonatos no poseen una división o categoría de exclusividad para ser ganado o defendido por una clase de luchador específico. Además, a diferencia del Campeonato Mundial de Peso Crucero, el Campeonato Latinoamericano accede a su portador a ser un potencial Campeón de Tres Coronas y Gran Campeón.
El Campeonato Latinoamericano es considerado un primer escalón hacia el Megacampeonato de AAA.

## Historia
El 18 de mayo de 2011 durante la invasión de los luchadores de la Total Nonstop Action Wrestling a Asistencia Asesoría y Administración, Dorian Roldán junto a Jeff Jarrett anunció que el luchador estadounidense Rob Van Dam vendría a México el 18 de junio de 2011 para enfrentar a Dr. Wagner, Jr. por el Campeonato Latinoamericano de AAA. Durante TripleManía XIX, Wagner derrotó a Rob Van Dam después de aplicarle un DDT sobre una silla de acero, convirtiéndose así en el primer campeón.
El 23 de mayo de 2013 a través de LuchaLibreAAA.com, Dorian Roldán, gerente general de AAA Evolución, anunció que el campeonato se encontraba vacante. En el anuncio oficial realizado por la promoción no se dieron a conocer los detalles de porque se tomó dicha decisión, pero a finales de abril de 2013, L.A. Park, entonces campeón del título, abandonó AAA y se unió a la promoción El Todo X El Todo de El Hijo del Santo. Dorian Roldán también anunció que Blue Demon, Jr. y El Mesías disputarían el cinturón para coronar un nuevo campeón.
Finalmente, el 16 de junio de 2013 en TripleManía XXI, Blue Demon, Jr. derrotó a El Mesías, convirtiéndose así en el tercer luchador en portar el campeonato. Tras concluir el combate entre Blue Demon, Jr. y El Mesías, L.A. Park apareció para entregar el cinturón al nuevo campeón, anunciando a su vez, su salida de la empresa.

## Nombres
| Nombre                            | Años                                       |
| --------------------------------- | ------------------------------------------ |
| Campeonato Latinoamericano de AAA | 18 de junio de 2011 — presente             |
| Tricampeonato de AAA              | 19 de marzo de 2017 — 1 de octubre de 2017 |

## Campeones

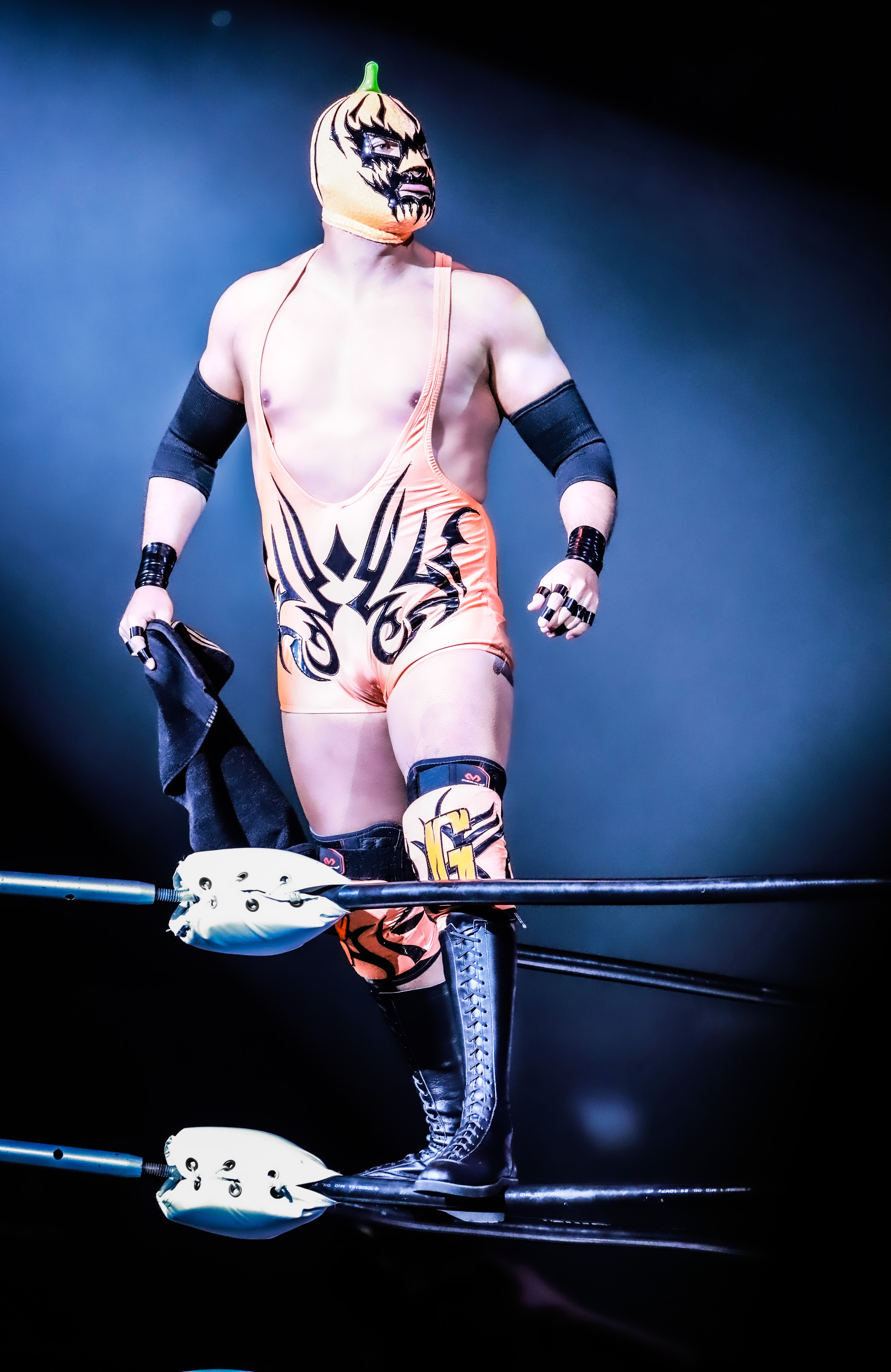
El campeón actual, El Hijo de Dr. Wagner Jr..

El Campeonato Latinoamericano de AAA es el campeonato secundario de la empresa, creado en 2011 durante la invasión de los luchadores de la Total Nonstop Action Wrestling a Asistencia Asesoría y Administración. El campeón inaugural fue Dr. Wagner, Jr., quien ganó el título en el evento Triplemanía XIX y desde entonces, ha habido 16 distintos campeones oficiales, repartidos en 16 reinados en total. Además, el campeonato ha sido declarado vacante en cuatro ocasiones a lo largo de su historia. Johnny Mundo, QT Marshall y El Mesías son los tres luchadores no mexicanos que han ostentado el título.
El reinado más largo en la historia del título le pertenece a Daga, quien mantuvo el campeonato por 553 días en 2019 y 2021. Por otro lado, Pentagón Jr. posee el reinado más corto en la historia del campeonato, con tan solo 56 días con el título en su haber.
En cuanto a los días en total como campeón (un acumulado entre la suma de todos los días de los reinados individuales de cada luchador), Daga también posee el primer lugar, con 553 días como campeón en su único reinado. Le siguen Chessman (533 días en su único reinado), L.A. Park (524 días en su único reinado), El Hijo del Fantasma (427 días en su único reinado), y Johnny Mundo (399 días en su único reinado). Además, cinco luchadores fueron campeones durante más de un año de manera ininterrumpida: Daga (553 días), Chessman (533 días), L.A. Park (524 días), El Hijo del Fantasma (427 días) y Johnny Mundo (399 días).
Por último, el campeón más joven en la historia es Psycho Clown, quien a los 29 años derrotó a Chessman en AAA Sin Límite. En contraparte, el campeón más viejo es El Mesías, quien a los 48 años derrotó a Octagón Jr. en Guerra de Titanes. En cuanto al peso de los campeones, L.A. Park es el más pesado con 116 kilogramos, mientras que Octagón Jr. es el más liviano con 75 kilogramos.

### Campeón actual
El campeón actual es El Hijo de Dr. Wagner Jr., quien se encuentra en su primer reinado. El Hijo de Dr. Wagner Jr. ganó el campeonato tras derrotar al excampeón El Mesías el 16 de agosto de 2025 en Triplemanía XXXIII.
El Hijo de Dr. Wagner Jr. no registra hasta el 17 de agosto de 2025 defensas televisadas.

### Lista de campeones
| N.º | Campeón                   | Lucha                   | Lucha                              | Lucha                            | Estadísticas | Estadísticas | Estadísticas      | Notas y referencias |
| N.º | Campeón                   | Fecha                   | Evento                             | Ubicación                        | Reinado      | Días         | Defensas exitosas | Notas y referencias |
| --- | ------------------------- | ----------------------- | ---------------------------------- | -------------------------------- | ------------ | ------------ | ----------------- | --- |
| 1   | Dr. Wagner Jr.            | 18 de junio de 2011     | Triplemanía XIX                    | Ciudad de México                 | 1            | 181          | 1                 | Derrotó a Rob Van Dam. |
| 2   | L.A. Park                 | 16 de diciembre de 2011 | Guerra de Titanes                  | Puebla, Puebla                   | 1            | 524          | 1                 | [ 7 ] |
| —   | Vacante                   | 23 de mayo de 2013      | —                                  | —                                | —            | —            | —                 | Debido a que Park abandonó la empresa. |
| 3   | Blue Demon Jr.            | 16 de junio de 2013     | Triplemanía XXI                    | Ciudad de México                 | 1            | 273          | 1                 | Derrotó a El Mesías por el título vacante. |
| —   | Vacante                   | 16 de marzo de 2014     | Rey de Reyes                       | Monterrey, Nuevo León            | —            | —            | —                 | Debido a que Demon no pudo asistir a una defensa. |
| 4   | Chessman                  | 16 de marzo de 2014     | Rey de Reyes                       | Monterrey, Nuevo León            | 1            | 533          | 1                 | Derrotó a Villano IV. |
| 5   | Psycho Clown              | 31 de agosto de 2015    | AAA Sin Límite                     | Tehuacán, Puebla                 | 1            | 307          | 1                 | [ 10 ] |
| 6   | Pentagón Jr.              | 3 de julio de 2016      | AAA Sin Límite                     | Ecatepec, Estado de México       | 1            | 56           | 0                 | Éste es el reinado más corto de la historia del campeonato. |
| 7   | Johnny Mundo              | 28 de agosto de 2016    | Triplemanía XXIV                   | Ciudad de México                 | 1            | 399          | 4                 | El 4 de junio de 2017, el título se renombró como Tricampeonato de AAA (junto con el Megacampeonato y Crucero) hasta su existencia del 1 de octubre de 2017. |
| 8   | El Hijo del Fantasma      | 1 de octubre de 2017    | Héroes Inmortales XI               | San Luis Potosí, San Luis Potosí | 1            | 427          | 3                 | Fue una Battle Royal de 14 hombres, donde Fantasma eliminó finalmente a Mundo. |
| 9   | Drago                     | 2 de diciembre de 2018  | Guerra de Titanes (Parte 2)        | Aguascalientes, Aguascalientes   | 1            | 321          | 7                 | [ 14 ] |
| 10  | Daga                      | 19 de octubre de 2019   | Héroes Inmortales XIII             | Orizaba, Veracruz                | 1            | 553          | 1                 | Este es el reinado más largo de la historia del campeonato. |
| —   | Vacante                   | 24 de abril de 2021     | —                                  | —                                | —            | —            | —                 | Debido a que Daga renunció al título por cuestiones ajenas. |
| 11  | Taurus                    | 1 de mayo de 2021       | Rey de Reyes                       | San Pedro Cholula, Puebla        | 1            | 413          | 1                 | Derrotó a Octagón Jr. , Faby Apache. y a Villano III Jr. por el título vacante. |
| 12  | Fénix                     | 18 de junio de 2022     | Triplemanía XXX: Tijuana           | Tijuana, Baja California         | 1            | 394          | 0                 | Derrotó a Bandido, El Hijo del Vikingo, Laredo Kid y a Taurus en un Winner Takes All Match donde también estaba en juego el Campeonato Mundial de Peso Crucero de AAA de Kid, unificando ambos títulos. Fénix se convirtió en el primer Campeón de Tres Coronas. |
| —   | Vacante                   | 16 de julio de 2023     | —                                  | —                                | —            | —            | —                 | Debido a que Fénix renunció al campeonato y dejó AAA por sus compromisos con otras promociones. |
| 13  | QT Marshall               | 12 de agosto de 2023    | Triplemanía XXXI: Ciudad de México | Ciudad de México                 | 1            | 99           | 0                 | Derrotó a Pentagón Jr., El Texano Jr. y a Dralístico por el título vacante. |
| 14  | Octagón Jr.               | 19 de noviembre de 2023 | Guerra de Titanes                  | Ciudad Juárez, Chihuahua         | 1            | 357          | 4                 | [ 19 ] |
| 15  | El Mesías                 | 10 de noviembre de 2024 | Guerra de Titanes                  | Ciudad Juárez, Chihuahua         | 1            | 279          | 3                 | [ 20 ] |
| 16  | El Hijo de Dr. Wagner Jr. | 16 de agosto de 2025    | Triplemanía XXXIII                 | Ciudad de México                 | 1            | 1+           | 0                 | [ 21 ] |

### Total de días con el título

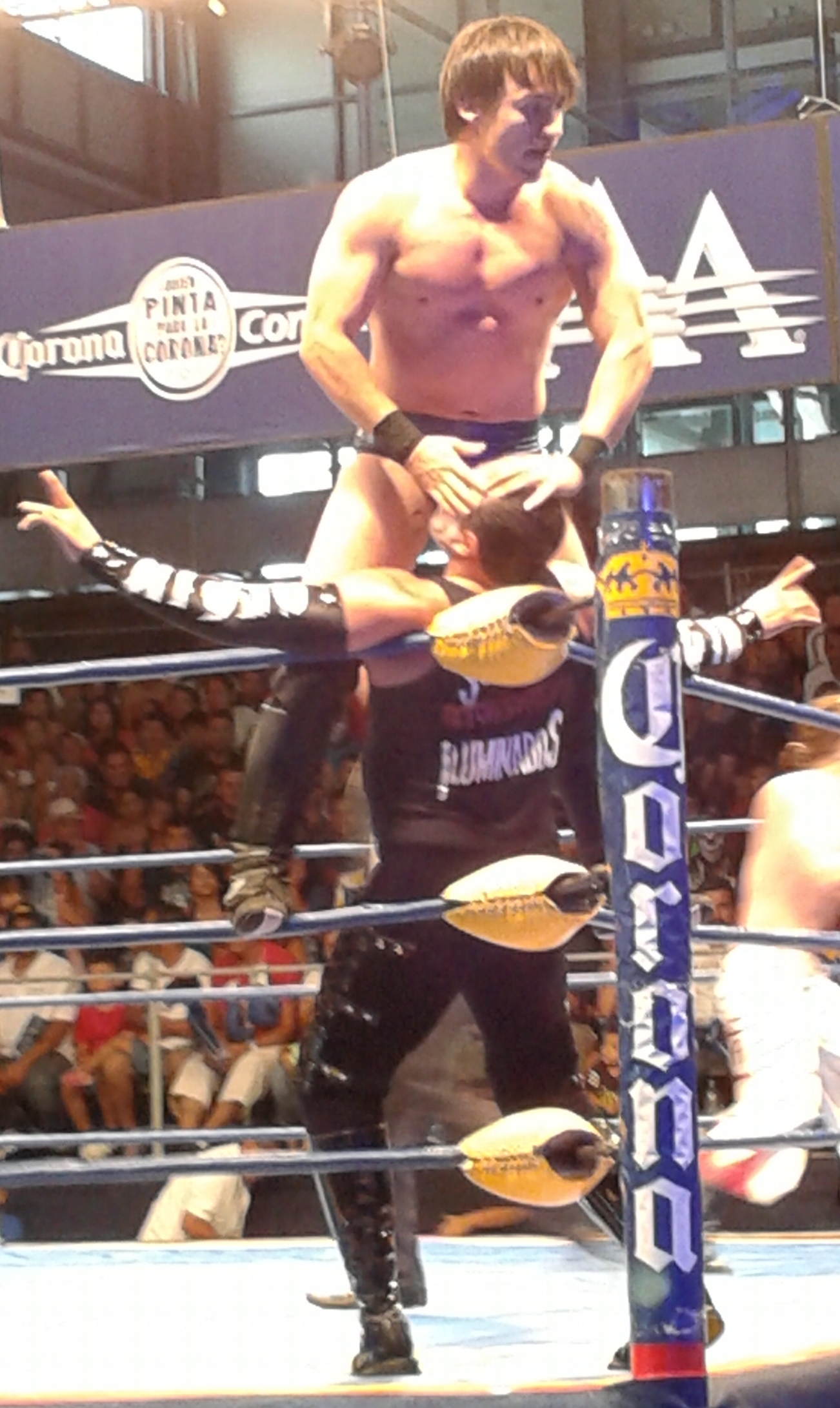
Daga posee el reinado más largo de la historia con 553 días.

La siguiente lista muestra el total de días que un luchador ha poseído el campeonato si se suman todos los reinados que posee. Actualizado a la fecha del 17 de agosto de 2025.
| + | Indica el campeón actual |

| N.º | Campeón                   | Reinados | Núm. defensas | Total de días |
| --- | ------------------------- | -------- | ------------- | ------------- |
| 1   | Daga                      | 1        | 1             | 553           |
| 2   | Chessman                  | 1        | 1             | 533           |
| 3   | L.A. Park                 | 1        | 1             | 524           |
| 4   | El Hijo del Fantasma      | 1        | 3             | 427           |
| 5   | Taurus                    | 1        | 1             | 413           |
| 6   | Johnny Mundo              | 1        | 4             | 399           |
| 7   | Fénix                     | 1        | 0             | 394           |
| 8   | Octagón Jr.               | 1        | 4             | 357           |
| 9   | Drago                     | 1        | 7             | 321           |
| 10  | Psycho Clown              | 1        | 1             | 307           |
| 11  | El Mesías                 | 1        | 3             | 279           |
| 12  | Blue Demon Jr.            | 1        | 1             | 273           |
| 13  | Dr. Wagner Jr.            | 1        | 1             | 181           |
| 14  | QT Marshall               | 1        | 0             | 99            |
| 15  | Pentagón Jr.              | 1        | 0             | 56            |
| 16  | El Hijo de Dr. Wagner Jr. | 1        | 0             | 2+            |